# Junio Hamano
Junio C. Hamano (濱野 純; Hepburn: Hamano Jun) japán szoftverfejlesztő és hacker. Leginkább arról ismert, hogy 2005. július 26 óta ő a Git karbantartója. Linus Torvalds azt mondta róla, hogy az ő egyik legnagyobb sikere az volt, hogy felfedezte, hogy Hamano milyen jó fejlesztő volt a giten, és hogy megbízta őt, hogy tartsa karban a projektet. Kaliforniában él és a Google-nek dolgozik.

## Fordítás
- Ez a szócikk részben vagy egészben  a   Junio Haman című angol Wikipédia-szócikk ezen változatának fordításán alapul.  Az eredeti cikk szerkesztőit annak laptörténete sorolja fel. Ez a jelzés csupán a megfogalmazás eredetét és a szerzői jogokat jelzi, nem szolgál a cikkben szereplő információk forrásmegjelöléseként.